# A1 Team Österreich
Das A1 Team Österreich (engl. Stilisierung: A1Team.Austria) war das österreichische Nationalteam in der A1GP-Serie.

## Geschichte
Das A1 Team Österreich wurde vom Lauda Sport Management, bestehend aus Niki und Lukas Lauda sowie Alex Wilmanski, gegründet; als Rennstall fungierte das deutsche Team Rosberg.
In der ersten Saison war das Team unteres Mittelmaß; seinen ersten Punkt konnte es mit Platz zehn im Hauptrennen in Estoril durch Mathias Lauda erzielen. Es folgten im Saisonverlauf fünf weitere Punkteplatzierungen (drei durch Lauda, zwei durch den in Monterrey fahrenden Patrick Friesacher). Das Team beendete die Saison auf Rang 19 mit 14 Punkten.
In der folgenden Saison trat es nicht mehr an.
Das A1 Team Österreich hat an elf Rennwochenenden der A1GP-Serie teilgenommen.

## Fahrer
Das A1 Team Österreich setzte an Rennwochenenden zwei verschiedene Fahrer ein, von denen beide auch an den Rennen selbst teilnahmen.

### Übersicht der Fahrer
| Fahrer              | RG | SR | HR | RS | 1. Pl.  | 2. Pl.  | 3. Pl.  | PP | SRR | Pkt. |
| ------------------- | -- | -- | -- | -- | ------- | ------- | ------- | -- | --- | ---- |
| Lauda, Mathias      | 20 | 10 | 10 | -  | 0 (0/0) | 0 (0/0) | 0 (0/0) | 0  | 0   | 11   |
| Friesacher, Patrick | 2  | 1  | 1  | -  | 0 (0/0) | 0 (0/0) | 0 (0/0) | 0  | 0   | 3    |

Legende: RG = Rennen gesamt; SR = Sprintrennen; HR = Hauptrennen; RS = Rookie-Sessions; PP = Pole-Position; SRR = schnellste Rennrunde

## Ergebnisse
| Saison | 1         | 1         | 2          | 2          | 3       | 3       | 4          | 4          | 5      | 5      | 6      | 6     | 7      | 7      | 8      | 8      | 9         | 9         | 10        | 10        | 11       | 11       | Rang | Punkte |
| ------ | --------- | --------- | ---------- | ---------- | ------- | ------- | ---------- | ---------- | ------ | ------ | ------ | ----- | ------ | ------ | ------ | ------ | --------- | --------- | --------- | --------- | -------- | -------- | ---- | ------ |
| 05/06  | Brands H. | Brands H. | EuroSpeed. | EuroSpeed. | Estoril | Estoril | Eastern C. | Eastern C. | Sepang | Sepang | Dubai  | Dubai | Durban | Durban | Sentul | Sentul | Monterrey | Monterrey | Laguna S. | Laguna S. | Shanghai | Shanghai | 19.  | 14     |
| 05/06  | 20 LAU    | 11 LAU    | 13 LAU     | 15 LAU     | 16 LAU  | 10 LAU  | 19 LAU     | 18 LAU     | 18 LAU | 21 LAU | 17 LAU | 7 LAU | 15 LAU | 7 LAU  | 13 LAU | 18 LAU | 10 FRI    | 9 FRI     | 12 LAU    | 9 LAU     | 20 LAU   | 13 LAU   | 19.  | 14     |

| Legende  | Legende            | Legende                                                          |
| Farbe    | Abkürzung          | Bedeutung                                                        |
| -------- | ------------------ | ---------------------------------------------------------------- |
| Gold     | –                  | Sieg                                                             |
| Silber   | –                  | 2. Platz                                                         |
| Bronze   | –                  | 3. Platz                                                         |
| Grün     | –                  | Platzierung in den Punkten                                       |
| Blau     | –                  | Klassifiziert außerhalb der Punkteränge                          |
| Violett  | DNF                | Rennen nicht beendet (did not finish)                            |
| Violett  | NC                 | nicht klassifiziert (not classified)                             |
| Rot      | DNQ                | nicht qualifiziert (did not qualify)                             |
| Rot      | DNPQ               | in Vorqualifikation gescheitert (did not pre-qualify)            |
| Schwarz  | DSQ                | disqualifiziert (disqualified)                                   |
| Weiß     | DNS                | nicht am Start (did not start)                                   |
| Weiß     | WD                 | zurückgezogen (withdrawn)                                        |
| Hellblau | PO                 | nur am Training teilgenommen (practiced only)                    |
| Hellblau | TD                 | Freitags-Testfahrer (test driver)                                |
| ohne     | DNP                | nicht am Training teilgenommen (did not practice)                |
| ohne     | INJ                | verletzt oder krank (injured)                                    |
| ohne     | EX                 | ausgeschlossen (excluded)                                        |
| ohne     | DNA                | nicht erschienen (did not arrive)                                |
| ohne     | C                  | Rennen abgesagt (cancelled)                                      |
| ohne     | keine WM-Teilnahme |                                                                  |
| sonstige | P/fett             | Pole-Position                                                    |
| sonstige | 1/2/3/4/5/6/7/8    | Punktplatzierung im Sprint-/Qualifikationsrennen                 |
| sonstige | SR/kursiv          | Schnellste Rennrunde                                             |
| sonstige | *                  | nicht im Ziel, aufgrund der zurückgelegten Distanz aber gewertet |
| sonstige | ()                 | Streichresultate                                                 |
| sonstige | unterstrichen      | Führender in der Gesamtwertung                                   |